# NGC 2280
NGC 2280 é uma galáxia espiral (Sc) localizada na direcção da constelação de Canis Major. Possui uma declinação de -27° 38' 20" e uma ascensão recta de 6 horas, 44 minutos e 48,9 segundos.
A galáxia NGC 2280 foi descoberta em 1 de Fevereiro de 1837 por John Herschel.